# OSCE 민스크 그룹
유럽 안보 협력 기구 민스크 그룹은 1992년 유럽 안보 협력 회의(CSCE, 현재의 유럽 안보 협력 기구(OSCE))에 의해 아제르바이잔과 아르메니아 간의 나고르노카라바흐에 대한 분쟁의 평화적이고 협상을 통한 해결을 장려하기 위해 창설되었다.

## 창설 및 구성원
1992년 3월 24일 CSCE 이사회의 헬싱키 추가 회의는 의장에게 CSCE의 후원 아래 나고르노카라바흐에 대한 회의를 가능한 한 빨리 소집하여 CSCE의 원칙, 약속 및 조항에 따라 위기의 평화적 해결을 위한 협상의 지속적인 포럼을 제공하도록 요청했다. 이 회의는 민스크에서 개최될 예정이었다. 현재까지 회의를 개최하는 것은 불가능했지만, 소위 민스크 그룹은 이 분쟁의 정치적 해결책을 찾기 위한 유럽 안보 협력 기구의 노력을 주도하고 있다.
1994년 12월 6일, 국가원수 또는 정부 수반의 부다페스트 정상회담은 이 과정에 대한 공동 의장직을 설치하기로 결정했다. 정상회담 참가자들은 또한 분쟁의 전체적인 해결의 필수적인 부분으로서 다국적 평화유지군을 배치하겠다는 정치적 의지를 표명했다.
부다페스트 결정을 이행하면서 헝가리 의장 마르톤 크라스나이는 1995년 3월 23일 민스크 프로세스 공동 의장단에 대한 권한을 발행했다.
민스크 프로세스의 주요 목표는 다음과 같다.
- 민스크 그룹이 지원하는 협상 과정을 보장하는 방식으로 분쟁 해결을 위한 적절한 틀 제공
- 민스크 회의 소집을 허용하기 위해 당사자들이 무력 분쟁 중단에 대한 합의 도출
- 유럽 안보 협력 기구 다국적 평화유지군 배치를 통해 평화 프로세스 촉진

민스크 그룹은 프랑스, 러시아, 미국으로 구성된 공동 의장단이 이끌고 있다. 또한 민스크 그룹에는 벨라루스, 핀란드, 독일, 이탈리아, 스웨덴, 튀르키예뿐만 아니라 아르메니아와 아제르바이잔도 참가국으로 포함된다. 교대로 유럽 안보 협력 기구 트로이카도 영구 회원이다.
민스크 그룹의 공동 의장은 프랑스의 브라이스 로크푀이 대사, 러시아의 이고르 호바예프 대사, 그리고 미국의 앤드루 쇼퍼 대사이다.
나고르노카라바흐에 관한 민스크 회의에는 민스크 그룹의 회원국과 동일한 참가국들이 참석한다. 이 회의는 민스크 회의의 공동 의장단이 이끌고 있다.

## 활동

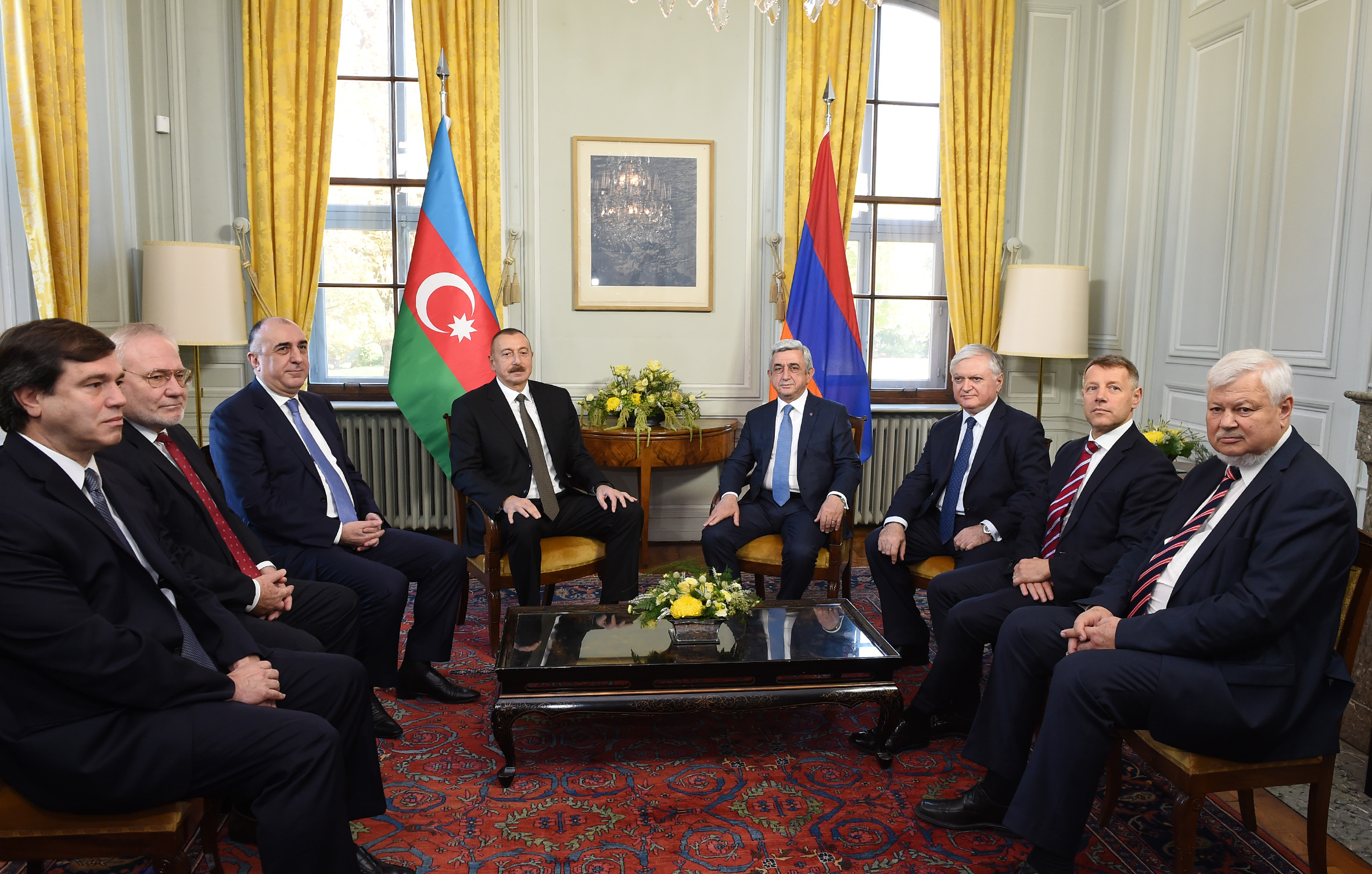
2017년 제네바에서 아제르바이잔 대통령 일함 알리예프와 아르메니아 대통령 세르지 사르키샨의 만남

2001년 초 아르메니아, 아제르바이잔, 프랑스, 러시아, 미국의 대표단은 파리와 플로리다 키웨스트에서 만났다. 그러나 키웨스트에서의 회담은 대부분 비밀리에 진행되었고, 후속 조치는 이루어지지 않았다.
2002년 10월 7일 키시너우에서 열린 CIS 정상회담에서 아르메니아와 아제르바이잔 대표단 모두 평화 협상에서 민스크 그룹의 유용성에 대해 논의했다. 그들에 따르면 10년간의 유럽 안보 협력 기구 중재는 충분히 효과적이지 못했다.
2015년 12월 19일, 아르메니아 대통령 세르지 사르키샨과 아제르바이잔 대통령 일함 알리예프는 공동 의장단의 후원 아래 스위스 베른에서 정상회담을 개최했다. 양국 대통령은 폭력 위험을 줄이기 위한 지속적인 노력을 지지하고 합의를 위한 참여를 계속할 준비가 되어 있음을 확인했다. 민스크 그룹이 조직한 일함 알리예프와 세르지 사르키샨 간의 마지막 정상회담은 2017년 10월 16일 스위스 제네바에서 열렸다. 양국 대통령은 협상 과정을 강화하고 접촉선에서의 긴장을 완화하기 위해 적절한 조치를 취하기로 합의했다.

## 2020년 나고르노카라바흐 전쟁 이후
2020년 나고르노카라바흐 전쟁 이후 아제르바이잔 정부는 나고르노카라바흐 분쟁이 해결되었으므로 유럽 안보 협력 기구 민스크 그룹이 더 이상 나고르노카라바흐 분쟁을 다루어서는 안 된다는 입장을 취했다. 일함 알리예프는 2022년 1월 12일 현지 언론과의 인터뷰에서 민스크 그룹 공동 의장들이 30년 간의 경험 끝에 은퇴를 앞두고 있으며, 따라서 그들의 건강과 장수를 기원한다고 말했다. 러시아, 미국, 프랑스가 오랫동안 팀으로 활동했던 형식은 러시아와 서방 간의 지정학적 대결로 인해 교착 상태에 빠졌다. 러시아 외무부 장관 세르게이 라브로프는 2022년 4월 8일 이 그룹의 소위 프랑스 및 미국 파트너들은 러시아 혐오적 광기와 러시아 연방과 관련된 모든 것을 없애려는 노력 속에서 이 형식으로 우리와 소통하지 않을 것이라고 말했다고 밝혔다. 그러나 이는 유럽 연합이 아르메니아와 아제르바이잔 간의 화해를 제공하기 위한 노력을 강화했기 때문에 평화 유지 공백을 만들지 않았다. 2022년 4월, 유럽 안보 협력 기구 민스크 그룹의 러시아, 프랑스, 미국 공동 의장들은 아르메니아를 방문했다. 미국의 유럽유라시아 차관보 캐런 돈프리드는 2022년 6월 20일 아제르바이잔이 유럽 안보 협력 기구 민스크 그룹 프로세스를 지지하지 않더라도 미국과 프랑스는 참여를 계속할 것이며, 이는 러시아와의 협력을 포함할 것이라고 말했다. 세르게이 라브로프는 2022년 6월 24일 아제르바이잔 방문 중 유럽 안보 협력 기구 민스크 그룹이 미국과 프랑스의 주도로 활동을 중단했다고 밝혔다. 아제르바이잔 외무부 장관 제이훈 바이라모프 또한 유럽 안보 협력 기구 민스크 그룹 공동 의장 간의 상호 작용이 완전히 마비되었으며 평화 과정은 존재하지 않는 형식에 인질이 되거나 그에 따라 지시될 수 없다고 언급했다. 일함 알리예프는 2023년 7월 21일 슈샤에서 열린 국영 기자회견에서 아제르바이잔은 유럽 안보 협력 기구 민스크 그룹의 어떤 부활도 결코 받아들이지 않을 것이며, 그들의 행동에 대한 좋은 기억이 없다고 말하며 민스크 그룹 협상 형식을 부활시키려는 조치는 사실상 불가능하다고 언급하며 이를 깨진 꽃병에 비유했다. 2023년 9월 19~20일 2023년 아제르바이잔의 나고르노카라바흐 공세로 인해 사실상 아르차흐 공화국이 해체된 후, 알리예프는 2024년 2월 16일 유럽 안보 협력 기구 민스크 그룹 및 기타 여러 유럽 안보 협력 기구 메커니즘의 공식 폐지를 요구했다.

## 공동 의장 제안 후보
2015년 아제르바이잔 의원 아자이 굴리예프는 튀르키예와 독일을 공동 의장국에 포함할 것을 제안했고, 아제르바이잔 외교 전문가 루시프 후세이노프는 민스크 그룹에 추가 공동 의장으로 카자흐스탄을 제안했다. 그는 카자흐스탄을 아제르바이잔인들과 문화적으로 유사한 인구를 가진 포스트 소비에트 지역의 큰 행위자이자 아르메니아와 함께 여러 크렘린 주도 조직의 회원국이며 이전에 나고르노카라바흐 분쟁에서 경험이 있다고 언급했다.
전 아제르바이잔 주재 미국 대사 매슈 브라이자에 따르면, 유럽 연합은 유럽을 더 많이 대표하고 발칸 지역의 유사한 분쟁을 중재한 경험이 있기 때문에 공동 의장국으로 더 합리적일 것이다.
카네기 유럽의 선임 연구원 토마스 드 발은 프랑스가 공동 의장직에서 물러나 독일이나 스웨덴과 같이 아르메니아 및 아제르바이잔과 더 균형 잡힌 관계를 가진 다른 유럽 국가 또는 EU 전체의 입장을 지지할 것을 제안했다.

## 비판

### 국제
민스크 그룹의 전 미국 공동 의장인 리처드 호글랜드는 민스크 그룹과의 작업에 대해 회고하면서 그룹이 아주, 아주 적게나마 성취했다고 썼다. 그는 민스크 그룹이 재건을 승인된 임무에 포함하는 등 임무를 재정의해야 하며, 그렇지 않으면 국제 외교의 흥미로운 뒷골목으로 계속 남을 수 있다고 제안했다. 민스크 그룹의 또 다른 전 미국 공동 의장인 캐리 카바나에 따르면, 조직의 합의 기반 의사 결정 과정과 교대 지도 체제는 평화 유지자로서의 역할을 구조적으로 결함이 있게 만들었고, 유엔이 평화를 촉진하는 데 더 나은 선택이었을 것이다.
분석가 로렌스 브로어스에 따르면 민스크 그룹의 미래는 여전히 불확실하며, 그 실패는 자기 결정과 영토 보전이라는 상반된 원칙 사이의 균형을 맞추려는 시도의 규범적 모호성; 비밀스럽고, 좁고, 위에서 아래로 향하는 modus operandi; 그리고 2011년 이후 실질적인 외교보다는 형식적인 외교로의 전환 등 여러 요인에 의해 야기되었다고 한다. 2011년 이후 간헐적으로 멀리 떨어진 수도에서 정상회담이 열렸고 그 사이에 상호 작용이 거의 또는 전혀 없어서 평화 과정이 아르메니아와 아제르바이잔 사회에 이질적으로 느껴졌다. 브로어스는 민스크 그룹을 성장하는 다극 세계에서 냉전 후 일극 세계의 유물로 간주한다.

### 아제르바이잔
아제르바이잔에서 유럽 안보 협력 기구의 민스크 그룹은 인기가 없다. 세 공동 의장국인 러시아, 프랑스, 미국에 대규모 아르메니아 디아스포라가 존재하고, 러시아와 아르메니아 간의 전략적 동맹은 그룹의 공정성에 대한 의문을 제기한다. 그룹의 비효율성에 대한 비판은 헤이다르 알리예프 시대부터 시작되었고, 그의 아들이자 후계자인 일함 알리예프도 비판을 이어갔다.
2020년 나고르노카라바흐 전쟁 중 프랑스는 아제르바이잔에서 특히 가혹한 비판을 받았고, 유럽 안보 협력 기구 민스크 그룹 공동 의장직을 수행하기에 가치 없다고 여겨질 정도였다. 프랑스 상원이 나고르노카라바흐의 독립을 인정하는 결의안을 통과시킨 후, 아제르바이잔 의회는 프랑스를 민스크 그룹에서 추방할 것을 요구하는 결의안을 통과시켰다.
2022년 1월 12일, 아제르바이잔 지도자 일함 알리예프는 아제르바이잔이 유럽 안보 협력 기구 민스크 그룹이 카라바흐 문제에 개입하는 것을 막을 것이라고 밝혔다. 그는 이를 해결된 문제로 간주했다. 그는 공동 의장들 간의 단결 부족과 합의된 의제의 부재, 그리고 아제르바이잔과 아르메니아의 의제 승인을 지적했다.

## 같이 보기
- 아르메니아-유럽 안보 협력 기구 관계
- 아제르바이잔-유럽 안보 협력 기구 관계
- 마드리드 원칙
- 민스크 협정, 동우크라이나 전쟁에 관한 유럽 안보 협력 기구 문서
- 유럽 안보 협력 기구 아르메니아 평가 임무단
- 프라하 프로세스 (아르메니아-아제르바이잔 협상)

## 더 읽어보기
- Shiriyev, Zaur (2016). 《Azerbaijan's Perspectives on the OSCE Minsk Group》. 《Security and Human Rights》 27. 442–466쪽. doi:10.1163/18750230-02703016.